# Decembrie 1981
Acest articol este generat integral pe baza informațiilor din articolul 1981 și este actualizat periodic de un robot.
 Editările făcute în articol vor fi șterse la următoarea actualizare! Dacă doriți să faceți modificări, editați articolul-sursă.

ianuarie -
februarie -
martie -
aprilie -
mai -
iunie -
iulie -
august -
septembrie -
octombrie -
noiembrie -
decembrie
Decembrie 1981 a fost a douăsprezecea lună a anului și a început într-o zi de marți.

## Nașteri
Nora von Waldstätten, actriță austriacă
Britney Spears (Britney Jean Spears), cântăreață, dansatoare și actriță americană
Danijel Pranjić, fotbalist croat
David Villa, fotbalist spaniol
Federico Balzaretti, fotbalist italian
Marko Ljubinković, fotbalist sârb
Javier Saviola, fotbalist argentinian
Zacky Vengeance, muzician american
Mohamed Zidan, fotbalist egiptean
Mihaela Ani-Senocico, handbalistă română
Roman Pavliucenko, fotbalist rus
Najoua Belyzel, cântăreață franceză
Joshua Rose, fotbalist australian
Tim Wiese, fotbalist german
Marian Crușoveanu, politician
Marek Matějovský, fotbalist ceh
Ricardo Cadú, fotbalist portughez
Megumi Yasu, actriță japoneză
Rodica Boancă, politician
Emilie de Ravin, actriță australiană
Khalid Boulahrouz, fotbalist olandez
Shizuka Arakawa, sportivă (patinaj artistic) japoneză
Marius Moga, cântăreț și compozitor român
Cédric Carrasso, fotbalist francez

## Decese
- 8 decembrie: Ion Dacian, cântăreț de operă român (n. 1911)
- 13 decembrie: Anders Österling, poet suedez (n. 1884)
- 17 decembrie: Mehmet Shehu, politician albanez (n. 1913)
- 21 decembrie: Dragoș Vicol, scriitor român (n. 1920)
- 23 decembrie: Noël Bernard, 56 ani, jurnalist român de origine evreiască (n. 1925)
- 25 decembrie: Gheorghe Mihoc, matematician român (n. 1906)
- 29 decembrie: Miroslav Krleža, scriitor croat (n. 1893)
- 31 decembrie: Constantin Rădulescu, fotbalist român (n. 1896)